# Pere Plana i Puig
Pere Plana i Puig, oft auch kurz  „Pere Plana Puig“ genannt (* 1927 in Olot; † 2009 in Girona) war ein katalanischer Maler, der in der Tradition der Schule von Olot stand.
Plana Puig hat sich vor allem der Darstellung von Figuren und der Abbildung von Menschen (oft in Landschaften eingebettet) vorwiegend aus dem ländlich-bäuerlichen Umfeld gewidmet. Seine Werke sind durch einen sehr persönlichen Ausdruck in der Zeichnung gekennzeichnet. In manchen Fällen reichen sie dicht an das Genre der Karikatur heran. Plana Puig hat in Olot und verschiedenen katalanischen Städten sowie in Madrid und Paris ausgestellt.

## Werke
- Viçens Coromina (Herausgeber), Domenec Moli (Texte), Pere Plana Puig (Zeichnungen): en un món propi … (in einer eigenen Welt ..., in einer Auflage von 77 Exemplaren erschienenes Buch mit Zeichnungen und drei Lithografien von Pere Plana Puig), Olot 1977